# Дунин-Барковский, Игорь Валерианович
И́горь Валериа́нович Ду́нин-Барко́вский (1910—1986) — советский учёный, доктор технических наук, профессор, автор учебников по теории вероятностей и математической статистике для технических приложений и ряда изобретений в области измерительной техники и обработки поверхностей.

## Биография
Родился в 1910 году в городе Ташкент. Отец — Дунин-Барковский Валериан Николаевич (1871—1943), офицер русской армии (полковник, 1916 г.), позднее — профессор, мать — Денисова Феодосия Ивановна (1875—1939), в советское время учительница французского языка. Сначала окончил Ленинградский инженерно-экономический институт (ЛИЭИ), но затем выбрал технические науки, закончил МВТУ им. Н. Э. Баумана, где впоследствии защитил кандидатскую и докторскую диссертации. Во время войны работал начальником цеха на авиационном заводе в Москве.
Долгое время работал профессором в Московском авиационном технологическом институте.
Является автором многих книг, основные из которых лежат в области прикладной теории вероятности и математической статистики (совместно с Н. В. Смирновым); особенность книг Дунин-Барковского — Смирнова по математической статистике — наличие большого количества примеров применения конкретных методов математической статистики в инженерной практике. Другие основные направления работ И. В. Дунин-Барковского — взаимозаменяемость, стандартизация и технические измерения — направления, одним из основоположников которых в СССР он являлся совместно с А. И. Якушевым и другими. Его учебник по взаимозаменяемости много раз переиздавался.
Многие работы И. В. Дунина-Барковского были посвящены теории шероховатости поверхности. Им была разработана спектральная теория неровностей, согласно которой в качестве критериев оценки шероховатости предлагаются параметры спектра кривой профиля, рассматриваемой как периодическая функция.
Разработал физико-технологическую теорию неровностей поверхности, применение которой создаёт теоретические предпосылки управления неровностями поверхности.
Является автором целого ряда изобретений, в том числе изобрёл пьезоэлектрический профилометр для измерения шероховатости поверхности.
Умер в 1986 году. Похоронен на Востряковском кладбище.

## Публикации
- Дунин-Барковский И. В., Смирнов Н. В. Теория вероятностей и математическая статистика в технике (общая часть). — M.: Гостехиздат, 1955. — 556 с.
- Смирнов Н. В., Дунин-Барковский И. В. Курс теории вероятностей и математической статистики для технических приложений. — M.: Наука, 1969. — 512 с.
- Дунин-Барковский И. В., Карташова А. Н. Измерения и анализ шероховатости, волнистости и некруглости поверхности. — M.: Машиностроение, 1978. — 232 с.
- Дунин-Барковский И. В. Взаимозаменяемость, стандартизация и технические измерения. — M.: Издательство стандартов, 1987. — 352 с.